# Ferdynand García Sendra
Fernando Garcia Sendra (ur. 3 marca 1905 w Pego (Alicante), zm. 18 września 1936) – błogosławiony Kościoła katolickiego.
Był ministrantem, a następnie wstąpił do Kolegium Franciszkanów. Po trzech latach pobytu w Benissa miał wrócić do domu z powodu choroby. Następnie wstąpił do Kolegium San Jose w Walencji. W 1931 roku otrzymał święcenia kapłańskie. Pewnego wieczoru we wrześniu podczas trwania wojny domowej w Hiszpanii został aresztowany i wywieziony do więzienia, a następnie 18 września 1936 roku wywieziono go ciężarówką i został postrzelony kilka godzin później podchodził do pobliskiego domu, tam bojownicy go zabili. Miał 31 lat.
Beatyfikował go w grupie Józef Aparicio Sanz i 232 towarzyszy papież Jan Paweł II w dniu 11 marca 2001 roku.